# Allan Nørregaard
Allan Nørregaard, né le 19 mars 1981 à Kolding, est un marin danois.
Lors des épreuves de voile des Jeux olympiques de 2012 se déroulant à Londres, il participe aux courses de 49er et remporte la médaille de bronze avec son compatriote Peter Lang. Il dispute à nouveau les Jeux olympiques en 2016 dans la discipline du Nacra 17 sans toutefois rencontrer le même succès puisqu'il ne décroche que la douzième place.